# Кам'янське (Болградський район)
Кам'янське́ — село Арцизької міської громади в Болградському районі Одеської області в Україні. Населення становить 2739 осіб. Площа населеного пункту — 564 га.

## Географія
Село Кам'янське Болградського району лежить у південній частині Одеської області на річці Ташлик, на відстані 180 км від обласного центру — Одеси та за 30 км від адміністративного центру громади — м. Арциз, за 6—8 км від залізничної станції Аліяга і за 5 км від станції Главані. У селі річка Кам'янка впадає у річку Ташлик.

## Назва
До 1946 року мало назву Ташлик. «Ташлик» — слово тюркське, означає «Кам'янистий" або "Кам'яна земля».

## Історія
Перше згадування села датується 1811 роком, яке засновано переселенцями з Таврії. Однак на місці села існувало тюрське поселення багато часу до цього. Хоч ми і не маємо архівних даних, бо ногайські татари були переважно неписемні, втім, з інших джерел достовірно відомо про активне життя на цих землях цього етносу під протекторатом спочатку Кримського ханства, а потім Османської імперії. Враховуючи природні джерела води та виступаючі поклади каменю черепашника в цьому місці, ногайські (або буджацькі) татари облаштували тут щось подібне на постійні поселення. Доказ тому — сліди видобутку каменю-черепашнику в північній частині села, два татарських моста, декілька побудованих за часів татар колодязів. 
Але археологічні розкопки свідчать про давнійший час заселення даної місцевості. Поселення епохи пізньої бронзи і перших століть н. е.: за 1,5 км на північ від села на лівому березі р. Ташлик на мису між балками, площа 100×100 м; за 2 км на північ від села на лівому березі р. Ташлик. Поселення епохи пізньої бронзи за 1,5 км на північ від села на правому березі р. Ташлик навпроти кар'єра, площа 300×700 м. Поселення епохи пізньої бронзи і слов'ян VI—VII ст. на південній околиці села на правому березі р. Ташлик, на мисі біля ставка, площа 50×400 м. 
За свідченнями доньки Степанова Іларіона Івановича (засновник першого музею в  селі та перший мешканець села, що отримав вищу освіту ще за часів Російської імперії, в 1941 році репресований та висланий совєтами) його дід Марк на прізвище Урсу був переселенцем з села Плетений Ташлик на Кіровоградщині, де також займалися каменярством!  Для будівництва будинків використовували місцевий камінь. Займалися хліборобством, виноробством, розводили худобу, птицю, бджіл. Усім біженцям давали по 14 десятин землі, включаючи дороги, каменоломні та інші «незручні землі», як їх називали. Фактично для хліборобства залишалося десятин дванадцять. Жінки пряли, ткали, хліб пекли, вели невелике домашнє господарство, ростили дітлахів.
В цілому в селі проживало більше 18 національностей, в тому числі євреї, яких, на жаль, розстріляли в часи румунської  окупації.  Природні умови, багаті землі, швидке зростання розробки каменю-черепашнику, центральне розташування в Буджакському степу сприяли тому, що село Ташлик стало волосним центром Бессарабської губернії Аккерманського повіту.
Завдяки наявності виходів каменю ракушняка в селі виготовляли на замовлення  кам’яні блоки, фігури для парканів, стовпчики для огорожі, пам’ятники, хрести, корита,  наклади для колодязів, різані димарі з орнаментами, інші декоритивні елементи. Замовлення надходили з усіх навколишніх болгарських та німецьких сіл. З відходів виробництва утворювався бут — з нього потім робили паркани між городами. Камінь та людська працьовитість — була основою регіонального експорту Кам’янського. На жаль,  з розвитком технічного прогресу, кустарне каменярство занепало, так як видобуток каменю був перенесений до кар’єрів на околицях Кам’янського, де використовувалася вже не людська, а машинна праця. 
У 1870 році в селі відкрита церковноприходська школа, у якій займалося до 20 осіб, навчання було необов'язковим.
У 1890 році на кошти земства було побудовано чотирикласне міністерське училище. Через п'ять років була відкрита маленька лікарня в будинку Лемешева Афанасія на п'ять ліжок.
З 1895—1900 року в селі вже було понад 1000 дворів, з яких 100 дворів належали заможним середнякам.
Станом на початок ХХ ст. в селі налічувалося 6 тис. мешканців! 
У 1902 році загальний сход села під тиском бідноти розв'язав питання про переділ землі (на душу).
У селі почали розвиватися приватна торгівля, Відкриваються майстерні по дереву і залізу. Македонці Ілля Пимонович і Христо Даскалов відкрили цех безалкогольних напоїв, де виготовляли хлібний квас, солодкі газовані напої, випікали всілякі кондитерські вироби. Розвивалась виноробна промисловість. Був побудований віноробний цех і сховища для вина. Виникла необхідність у збуті товару. У 1902 році на загальному сході села було вирішено відкрити Ташлицький базар, який був розташований на місці сучасної школи. Завдяки якому економічний і культурний розвиток села суттєво зросли. До села привозили товар з Кілії, Ізмаїла, Аккєрмана, Кишініва.
В селі працювало кілька вітряних млинів, в кінці 19-го сторічча запрацював моторизований млин з олійницею. Якість Ташлицького борошна та олій були широко відомі по всім окресностям.
У 1912 році з ініціативи Яковлева- Войтенко І. І., Степанова Іларіона Івановича в селі було організовано товариство пайовиків, яка проводила роботу з поліпшення торгівлі промисловими та сільськогосподарськими товарами.
У 1913—1914 роках на кошти земства була побудована лікарня на 15 ліжок. Першим лікарем був Пославський Микола Іванович. У цьому ж році була відкрита маленька приватна аптека. Аптекарем був Крамар.
На початку 1918 року село Ташлик, як і вся Бессарабія, опинилося під владою Румунії. 28 червня 1940 року румунський окупаційний режим змінився на радянський. 
З приходом радянської влади у 40-му році почалась колективізація, яка поновилась і остаточно завершена після перемоги.
На початку 60 десятих років село повністю електрифіковано, побудований комплекс магазинів Каменського сільпо, заасфальтовані головні вулиці села, побудований і введений в дію сільський Будинок культури на 650 місць. 1 вересня 1975 побудована і відкрита нова загальноосвітня школа на 640 учнів, побудовано понад 500 нових, кам'яних індивідуальних житлових будинків. Відкриті три бібліотеки з книжковим фондом 17 000 примірників книг, функціонує лікарня, поліклініка, три дитячих садки. Населення села працевлаштовані, трудяться на даних підприємствах, установах, організаціях. У 1985 році було побудовано і відкрито новий дитячий садок на 150 дитячих місць.
12 червня 2020 року, відповідно до Розпорядження Кабінету Міністрів України від № 724-р «Про визначення адміністративних центрів та затвердження територій територіальних громад Одеської області», увійшло до складу Арцизької міської територіальної громади.
19 липня 2020 року, в результаті адміністративно-територіальної реформи і ліквідації Арцизького району, село увійшло до складу новоутвореного Болградського району.
Ка́м'янська телеве́жа. Село Кам'янське можна побачити здалеку зівдяки телевежі. Спорудження телевежі було завершене в 1965 році. Висота вежі разом з антенами становить 196 метрів, висота верхнього майданчика — 180 метрів. Телевежа обслуговує південно-західну частину Одеської області, зокрема Арциз та Арцизький район, Кілію, Вилкове, частини Болградського, Ізмаїльского, Саратського та Тарутинського районів.
Багато мешканців села брали участь у Першій та Другій світових війнах та війні росії проти України. 56 жителів села не повернулись з Першої світової війни.На пам'ять загиблим в селі споруджені два пам'ятника загиблим у Першій та Другій Світових війнах.
Св. Архангело-Михайлівська церква — одна з найдавнійших споруд в Одеській області. Нині визнана пам'ятником архітектури. 
На кладовищі села, яке розташоване поруч з церквою, зберіглися багато нагробних козацькіх хрестів датовані початком 19-го сторіччя.  

## Населення
Згідно з переписом 1989 року населення села становило 3240 осіб, з яких 1427 чоловіків та 1813 жінок.
За переписом населення 2001 року в селі мешкали 2673 особи.

### Мова
Розподіл населення за рідною мовою за даними перепису 2001 року:
| Мова       | Відсоток |
| ---------- | -------- |
| українська | 44,8 %   |
| російська  | 29,46 %  |
| румунська  | 23,04 %  |
| болгарська | 2,26 %   |
| гагаузька  | 0,22 %   |
| білоруська | 0,04 %   |
| вірменська | 0,04 %   |

## Економіка

### Агропромисловий комплекс
Сільськогосподарське виробництво — основна галузь розвитку. Загальна площа земель — 7385, у тому числі сільгоспугідь — 6 787 га. На території села розташовано сільськогосподарськє підприємство «Агрофірма Ташлик», 16 фермерських господарств, 50 осіб самостійно ведуть товарне сільськогосподарське виробництві на базі земельних часток (паїв). У селі розвинене суспільне і приватне тваринництво.

### Торгівля
Торговельна діяльність в селі здійснюється в 13 торгових точках, всі  — приватні. Два підприємства громадського харчування: сільське кафе і шкільна їдальня.

## Об'єкти соціальної сфери
- Загальноосвітня школа 1—3 ступенів, у школі 240 учнів.
- Дитячий дошкільний заклад «Колосок» на 60 місць, діє 3 групи.
- Сільська лікарська амбулаторія, з персоналом 19 осіб на 10 ліжко-місць амбулаторного лікування.
- Сільський Будинок культури на 600 місць, побудований в 1970 році за державні кошти.
- Сільська бібліотека (зав. бібліотеки — Гуляєва Наталія Анатоліївна).
- Краєзнавчий музей.
- Поштове відділення зв'язку.
- Автоматична телефонна станція.
- Радіопередавальний ретрансляційний цех № 2,
- Аптека ПП «Максі».
- Дільнична лікарня ветеринарної медицини.

На території села діють три церкви — Св. Архангело-Михайлівська церква Православної церкви України, Св. Архангело-Михайлівська церква УПЦ Московського патріархату і церква євангельських християн-баптистів.
Вулиць у селі — 21, з них тільки 5 — з твердим покриттям. На всіх вулицях проведено нічне освітлення.
1. 28 червня
2. Пушкіна
3. Тениста
4. Братів Мойсеєвих
5. Бориса Топора
6. Миру
7. Виноградна
8. Вишняки
9. Гірна
10. Кар'єрна
11. Київська
12. Квіткова
13. Маяки
14. Перекоп
15. Піщана
16. Бессарабська
17. Садова
18. Молодіжна
19. Гагаріна
20. Матросова
21. Котовського

У селі є водопровід з водою для технічних цілей протяжністю 33,280 кілометра, 4 артсвердловини.

## Відомі люди
- Іларіон Степанов — людина непересічна, цікавився різними науками,  представник педагогічної інтелігенції. Він став першим мешканцем нашого села, що отримав вищу освіту — закінчив правничий факультет Московського університету імені Шанявського. До того він навчався в Київському літературному інституті, але був звідти виключений за участь у студентських демонстраціях пов’язаних зі смертю Л. Толстого. У царські часи його засудили на умовний дворічний термін за революційні ідеї, за румунської влади  постійно підозрювався у зв’язках з комуністами. В 1941 р. був репресований Сталінським режимом, а його будинок в Акермані був конфіскований! Згодом, його було реабілітовано за відсутністю складу злочину, а в 1958 році влада повернула йому будинок.  Часто відвідував рідне село, і до самої смерті мріяв  знову відкрити музей. Завдяки зусиллям доньки це стало можливим, і зараз ми маємо у фонді його мемуари.
- Микола Паславський — перший дипломований лікар на селі. Репресований в 1941 році. Його батько був священиком місцевої церкви святого Архангела Михаїла. Сам Паславський мав легковий автомобіль — Opel Kapitan, яким він їздив до своїх пацієнтів, і подарував його представникам совєтів, але це не врятувало його від ссилки в Казахстан разом з конфіскацією майна. Згодом в його будинку радянська влада відкрила школу, в якій вчилося не одне покоління ташликчан.
- Феодосій Андрійович Морареску, власник першої в Бессарабії лимонадної фабрики.
- Ковальджи Кирило Володимирович — радянсько-російський поет, прозаїк, літературний критик та перекладач.

Народний музикант міста Ізмаїл Одеської області Юрій Дмитрієв написав пісню «Про Кам'янське», яка нині визнана гімном села.
- Моїсеєв Олександр Вадимович - Захисник України у війні проти Московії

## Герб і прапор
На червоному полі Святий Архістратиг Михаїл у срібних латах із золотим німбом і срібними розпростертими крилами, який тримає лівою рукою золотий варязький щит із червоним хрестом і правою — срібний вогняний опущений до низу меч із золотим руків'ям і перехрестям. База золота, вирубна, мурована. Щит розміщений у золотому картуші та увінчаний золотою сільською короною.

### Символіка
Образ Святого Архістратига Михаїла символізує дві Свято-Архангело-Михайлівські церкви, що є символом віри та духовності. Два розпростертих крила, дві церкви — символ єдності православних односельців Української православної церкви, як Київського, так і Московського патріархату.
Золота вирубна мурована база символізує багаті родовища каменю-черепашнику й підтверджує саму назву села. Тюркською воно звалося «Ташлык», що означає «Кам'яна долина». Золотий колір є символом багатства, благородства, достатку. Червоний колір символізує красу, мужність, боротьбу, срібний — мудрість, чистоту та віру.